# Abdel-Majide Ouahbi
« Ouahbi » redirige ici. Pour l’article homophone, voir Wabi.
Fc saint Julien 
Abdel-Majide Ouahbi, né le 13 décembre 1979 à Mont-Saint-Aignan, est un footballeur français qui évolue au poste d'attaquant Milieu de Terrain à Grand-Quevilly FC (R1 Normandie).

## Palmarès
- US Quevilly
  - Finaliste de la Coupe de France en 2012.
  - Champion de CFA en 2011.
  - Demi-Finaliste de la Coupe de France en 2010.
  - Champion de CFA2 en 2002.
  - Champion de DH Normandie en 1999.